# Aschitus novikovi
Aschitus novikovi är en stekelart som beskrevs av Trjapitzin 1994. Aschitus novikovi ingår i släktet Aschitus och familjen sköldlussteklar. Inga underarter finns listade.